# زکریا تامر
```
زکریا تامر
 (
عربی
: 
زکریا تامر
)، همچنین Zakariya Tamir (Transliteration دقیق 
Zakariyyā Tāmir
)، (زاده ۲ ژانویه ۱۹۳۱ در 
دمشق
، 
سوریه
) استاد برجسته داستان کوتاه عربی است.
```

او یکی از نویسندگان داستان کوتاه و مهم در جهان عرب است و یکی از نویسندگان اصلی داستان کودکان عرب است. او همچنین برای کودکان داستان می‌نویسد و به عنوان یک روزنامه‌نگار آزاد کار می‌کند و ستون‌های طنز را در روزنامه‌ها می‌نویسد.
آثار داستان کوتاهش، اغلب یادآور قصه‌ها است، و شهرت آنها به واسطه پیچیدگی در عین ساده بودن است. آنها اغلب یک لبه تیز دارند و اغلب تمی سوررئالیستی علیه ستم و استثمار سیاسی یا اجتماعی دارند. بسیاری از داستان‌های زکریا تامر با بی عدالتی افراد به یکدیگر، ستم فقرا توسط ثروتمندان است. مشکلات سیاسی و اجتماعی کشور خود، سوریه و جهان عرب، در داستان‌هایش منعکس می‌شود.
اولین داستان او در سال ۱۹۵۷ منتشر شد. از آن به بعد او ۱۱ مجموعه داستان کوتاه، دو مجموعه طنز و کتاب‌های متعدد کودکان منتشر کرده‌است. آثار او به بسیاری از زبانها ترجمه شده‌است. دو مجموعه به زبان انگلیسی (ببرهای روز دهم ترجمه شده توسط دنیس جانسون دیویس، Quartet 1985) و زانوان شکسته که در ژوئن ۲۰۰۸ منتشر شده‌است. در ایران و به زبان فارسی هم آثاری از ترجمه شده‌است. مانند بهار خاکستری، پندهای ناشنیده و رعد که هر سه توسط غلامرضا امامی به فارسی ترجمه شده‌اند.
وی توانست در سال ۲۰۰۹، جایزه ادبیات بین‌المللی مونترال Blue Metropolis را از آن خود کند.

## زندگی‌نامه

### کودکی
زکریا تامر در سال ۱۹۳۱ در منطقه البشا دمشق متولد شد. او در سن ۱۹ سالگی در سال ۱۹۴۴ مجبور به ترک مدرسه برای کمک به خانواده اش شد. او به عنوان آهنگر و یک قفل ساز در کارخانه ای در منطقه البشا دمشق مشغول به کار شد. وی همزمان به صورت خوآموز، چند ساعت به خواندن کتاب‌های مختلف می‌پرداخت. او علاقه‌مند به سیاست شد و با برقراری ارتباط با روشنفکران برای ادامه تحصیل در مدرسه شبانه، تشویق شد. تامر علاقه زیادی به مطالعه داشت، همان‌طور که بعدها در مصاحبه ای گفت: «برای خلق صدایی که نمی‌توانست آن را پیدا کند».
او در ایجاد اتحادیه نویسندگان سوریه در سال ۱۹۶۸ نقش مهمی ایفا کرد. او عضو هیئت اجرایی مسئول چاپ و نشر و انتخاب شد و چهار سال به عنوان معاون رئیس اتحادیه انتخاب شد.
ا
او همچنین برای روزنامه‌ها و نشریات مختلف منتشر شده در لندن، از جمله القدس العربی، نوشت.
در ژانویه سال ۲۰۱۲، زاکاریا تامر، تصمیم گرفت تا در فیس بوک سرمایه‌گذاری کند و یک صفحه را به نام المهماس (المحم) "The Spur" ایجاد کند. این صفحه شامل مقالات روزانه و جزئیات سفر بعدی خود را با ابعاد سیاسی و فرهنگی خود می‌داند. اخیراً تمرکز بر قیام سوریه بوده‌است.

## نقل قول‌ها
| " | ما خودمان را فریب می‌دهیم، اگر اعتقاد داشته باشیم که یک اثر ادبی نوشته شده و منتشر شده در یک کشور که ۷۰ درصد جمعیت بیسواد است، می‌توانند زندگی سیاسی و اجتماعی کشور را تغییر دهند … این به سازمانی سیاسی است و نه ادبیات عاشقانه .. برای تغییر وضعیت فعلی. | " |

## جوایز
- ۲۰۰۱: بنیاد فرهنگی سلطان بن علی علیه السعدی: جایزه داستان رمان و درام[۷]
- ۲۰۰۲: افتخار ارتش سوریه[۸]
- ۲۰۰۹: جایزه ادبیات بین‌المللی مونترال Blue Metroplis را به دست آورد[۳]
- ۲۰۱۵: جایزه محمود درویش برای آزادی و خلاقیت[۹]

## آثار
تا به امروز از او جمعاً یازده داستان، دو مجموعهٔ طنز و ده‌ها کتاب کودک منتشر کرده‌است.

### مجموعه داستان کوتاه
- شیهه اسب سفید (۱۹۶۰) صهیل الجواد الابیض Ṣahīl al-Jawād al-Abyaḍ
- بهار خاکستری، (۱۹۶۳) ربیع فی الرماد Rabī fī Rabīʿ fī l-Ramād (به فارسی توسط غلامرضا امامی)
- رعد، (۱۹۷۰) الرعد Ar-Raʿd (به فارسی توسط غلامرضا امامی)
- آتش‌سوزی دمشق (۱۹۷۳) دمشق الحراق Dimashq al-Ḥarāʼiq
- ببرها روز دهم، (۱۹۷۸) النمور فی الیوم العاشر الملور فی al-Numūr fī l-Yawm al-ʿĀshir
- احضار نوح، (۱۹۹۴)، نداء نوح Nidāʼ Nūḥ
- ما می خندیم، (۱۹۹۸) سنخیک Sanaḍḥak
- اگر، (۱۹۹۸)!
- انگور ترش، (۲۰۰۰) الحصرم Al-Ḥiṣrim
- زانوهای شکسته، (۲۰۰۲) تکسیر رکب Taksīr Rukab
- جوجه تیغی، (۲۰۰۵) القنفذ Al-Qunfuḏ

### مجموعه‌های طنز
- Glories, Arabs, Glories، (1986) Amjad Ya Arab amjad
- طنز قربانی قاتل او (۲۰۰۳)

### مجموعه‌های دیگر
- چرا رودخانه فریز خاموش، (۱۹۷۳) لماذا سکت النهر Limāḏā Sakata al-Nahr
- گل به پرنده صحبت کرد (۱۹۷۸) قالت الوردة للسنونو Qālit al-Warda Lilsununu

### در ترجمه
- شکستن زانوها (۲۰۰۸)، ترجمه ابراهیم مواوئی (Reading, UK: Publishing Garnet)
- «کودکان خنده» (۲۰۱۷)، ترجمه شده توسط آلون Fragman به عبری، منتشر شده توسط Maktoob سری.

### ویراستاری
- ۱۹۶۰–۱۹۶۳، گروه نویسندگان و انتشارات در وزارت فرهنگ سوریه
- ۱۹۶۳–۱۹۶۵، سردبیر هفته نامه الموقت ال العربی، سوریه
- ۱۹۶۶–۱۹۶۶، فیلمنامهنویس تلویزیون جده، KSA
- ۱۹۶۷، کار خود را در وزارت اطلاعات سوریه آغاز کرد
- ۱۹۶۷–۱۹۷۰، رئیس بخش درام در تلویزیون سوریه
- ۱۹۷۰–۱۹۷۱، سردبیر مجله کودکان رفیع، سوریه
- ۱۹۷۲–۱۹۷۵، سردبیر مجله الموقق العدابی، سوریه
- ۱۹۷۵–۱۹۷۷، سردبیر مجله بچه‌های اسامه، سوریه
- ۱۹۷۸–۱۹۸۰، سردبیر مجله الماریفا، سوریه
- ۱۹۸۰–۱۹۸۱، وزارت فرهنگ سوریه
- ۱۹۸۱–۱۹۸۲، سردبیر مجله مجله Al Dustoor، لندن
- ۱۹۸۳–۱۹۸۸، سردبیر فرهنگ مجله Al Tadhamon، لندن
- ۱۹۸۸–۱۹۹۳، سردبیر مجله نشریه ال نعید و ویراستار فرهنگی در انتشارات ریاض الرئیس، لندن

### فعالیتهای دیگر
- اتحادیه نویسندگان اتحادیه عرب در سوریه سال ۱۹۶۹، عضو دفتر اجرایی آن و معاون رئیس‌جمهور برای چهار سال
- در بسیاری از رویدادهای ادبی در کشورهای عربی شرکت داشته‌است
- هیئت داوران بسیاری از مسابقات ادبیات عربی و بین‌المللی

### روزنامه
- سال‌های ۱۹۸۹–۱۹۹۴، القدس العربی، روزنامه‌های روزانه روزنامه القرضا العربی، لندن
- ۲۰۰۲، روزنامه عظیمان
- ۲۰۰۶، روزنامه التارا (انقلاب)

## یادداشت
1. ↑  New Developments in the Arabic Short Story during the Seventies Moussa-Mahmoud, Fatma, British Society for Middle Eastern Studies, Page 109, 1983 03056139 Taylor & Francis Ltd.
2. ↑  Magic of the ‘very, very, short stories’ http://www.saudigazette.com.sa/index.cfm?method=home.regcon&contentID=2008111021576 بایگانی‌شده  در ۲۴ سپتامبر ۲۰۱۵ توسط Wayback Machine
3. 1 2  Syrian author wins Blue Metropolis Arab Literary Prize www.middle-east-online.com/english/?id=30277
4. ↑  A Reader of Modern Arabic Short Stories, Publisher: Saqi Books (April 1, 2000):
5. ↑  Ibrāhīm al-Arash, Ittijāhāt al-qiah fī Sūriyā bad al-arb al-ālamiyyah ath-thāniyah (Damascus: Dār as-Suāl, 1982), 273.
6. ↑  Al-Marifa, August 1972
7. ↑  profile for Zakaria tamer at the Owais Cultural Foundation http://www.alowaisnet.org//en/controls/winner_details.aspx?Id=110 بایگانی‌شده  در ۲۵ سپتامبر ۲۰۰۸ توسط Wayback Machine
8. ↑  Three Syrian Intellectuals honored, Syria Live http://www.syrialive.net/arts/070202Three%20Syrian%20intellectuals%20honored.htm بایگانی‌شده  در ۲۸ سپتامبر ۲۰۰۷ توسط Wayback Machine
9. ↑  Syrian writer and Palestinian director win Mahmoud Darwish award http://english.ahram.org.eg/NewsContent/18/107/125338/Books/Arab/Syrian-writer-and-Palestinian-director-win-Mahmoud.aspx بایگانی‌شده  در ۲۷ سپتامبر ۲۰۱۹ توسط Wayback Machine

### مطالعات انتخاب شده
- Damascene شهرازاد: تصاویر زنان در داستان‌های زکریایا داستان‌های تامیر منبع: Hawwa 4، no. 1 (2006)
- باین رحاناوا. مضامین اسطوره‌شناسی و فلوکورانه در پروس سوریه: داستان‌های کوتاه زکریایا تامیر
- بولتن جامعه شرقی اسرائیل - التربیه ولترویج وما بینهما کما ینعکس الامر فی القصص القصیرة للکاتب السوری زکریا تامر.
- بولتن جامعه شرقی اسرائیل - الحق للحریة کما یتمذل فی أدب الأطفال عند زکریا تامر
- Tishreen University Journal for Studies and Scientific Research - هنر و علوم انسانی سری Vol (26) No (1) 2004 - الرأی السردیة فی قصص زکریا تامر
- فردا و ادبیات: زکریایا. تامیر و کافی شاپ مرد "(اما وستنی)، دانشگاه آکسفورد (۱۹۹۶)
- Alon Fragman, University of Ben Gurion: "هنگامی که پرندگان قفس خود را ترک کنند: نوشتن زکریایا تامیر در تبعید"
- شخصیت‌های تاریخی و ادبی در آثار زکریای طامیر، (Historische und literarische Figuren im Werk Zakariyy Tāmirs توسط پیتر دوو)، Universität Bern (2003)